# غراهام بوند (لاعب كرة قدم)
غراهام بوند (بالإنجليزية: Graham Bond)‏ هو لاعب كرة قدم بريطاني، ولد في 30 ديسمبر 1932، وتوفي في 1998. لعب مع نادي ويموث.